# فانتازيا (فلم 1940)
فانتازيا (بالإنجليزية: Fantasia) هو أحد أفلام الرسوم المتحركة لوالت ديزني من إنتاج عام 1940
- الفيلم هو عبارة عن عدد من التفسيرات بواسطة الرسوم المتحركة لمجموعه من الأعمال الموسيقية الكلاسيكية لكبار المؤلفين الموسيقيين مثل صبي الساحر لبول دوكا، وأجزاء من باليه كسارة البندق لبيتر إليتش تشايكوفسكي، والتوكاتا والفوغا ليوهان سباستيان باخ وغيرها من القطع الموسيقية.
- تناوب على إخراج الفيلم مجموعه من المخرجين الذين قاموا بإخراج المشاهد الموسيقية بالفيلم من أمثال جيمس الجار وصمويل أرمسترونج وغيرهم.
- قام بدور قائد الأوركسترا بالفيلم الموسيقار ليوبولد ستوكويسكى قائد أوركسترا فلاديلفيا الفيلهارمونيك.
- فاز الفيلم بعدة جوائز أهمها جائزة الاوسكار الشرفية لوالت ديزنى بالإضافة إلى جائزه للمايسترو ليوبولد ستوكويسكى.

## الميزانية والإيرادات
بلغت تكلفة إنتاج الفيلم حوالي 2.28 مليون دولار بينما حقق أرباحا تقدر بـ 76.4–83.3 مليون دولار.

## وصلات خارجية
- مقالات تستعمل روابط فنية بلا صلة مع ويكي بيانات